# Стъпкване от слон
Стъпкването от слон (на персийски: زير پى پيل افكندن) е смъртно наказание, прилагано в продължение на хиляди години. Най-често по този начин са се извършвали екзекуциите на осъдените на смърт в Южна и Югоизточна Азия, и особено в Индия. Азиатски слонове са били използвани за смазване, разчленяване или изтезаване на пленниците в публични екзекуции. Животните са били дресирани както да могат да убият жертвата веднага, така и да я изтезават бавно в продължение на дълго време.